# Pseudepisphenus perplexus
Pseudepisphenus perplexus is een keversoort uit de familie Passalidae. De wetenschappelijke naam van de soort en van het geslacht Pseudepisphenus is voor het eerst geldig gepubliceerd in 1914 door Frederic Henry Gravely. Hij beschreef de soort aan de hand van een enkel specimen afkomstig uit Nederlands Nieuw Guinea dat in het British Museum werd bewaard.